# Santiago Aragón
Santiago Aragón Martínez, né le 3 avril 1968 à Malaga, est un footballeur espagnol évoluant au poste de milieu de terrain. 
Dans le milieu footballistique, il est connu sous le nom de Santiago Aragón ou Santi Aragón.

## Biographie
Entre 1984 et 2003, soit l'ensemble de sa carrière, il évolue 13 saisons pleines en 1re division espagnole et 3 saisons pleines en 2e division espagnole. Le joueur connaît également 2 saisons où il joue aussi bien dans l'élite qu'à l'échelon inférieur (1987-1988 : Real de Madrid (D1) / Real Madrid Castilla (D2) et 1988-1989 : Real Madrid Castilla (D2) puis prêté à l'Espanyol de Barcelone (D1)).
Si la première moitié de sa carrière le lie au Real de Madrid et qu'elle est jalonnée de prêts dans divers clubs, il se stabilise dans le club du Real Saragosse à partir de 1993. Il y reste jusqu'en 2003 et gagne notamment la Coupe des Coupes 1994-1995.

## Palmarès
| Compétitions internationales                                                        | Compétitions nationales |
| - Coupe des Coupes (1) - Vainqueur : 1995 - Supercoupe de l'UEFA - Finaliste : 1995 | - Championnat d'Espagne (1) - Vainqueur : 1988 - Coupe d'Espagne (2) - Vainqueur : 1994, 2001 - Supercoupe d'Espagne (1) - Vainqueur : 1990 |